# Global Peace Foundation
Pour les articles homonymes, voir GPF.
La Global Peace Foundation (GPF) est une organisation pacifiste américaine. Elle proposa de raser la prison d’Alcatraz en Californie et de construire un centre pour la paix à la place. En 2007-2008, le projet recueillit 10 350 signatures. Son coût fut évalué à un milliard de dollars. Il fut proposé au référendum du 6 février 2008 et fut rejeté par 72 % des votants.